# Immaculée Ndabaneze
Immaculée Ndabaneze foi ministra no Burundi. Ela actuou como Ministra do Comércio, Transporte, Indústria e Turismo.

## Biografia
Ndabaneze é natural da Comuna de Gihanga, na província de Bubanza. É economista de profissão e trabalhou ao longo de 20 anos no sector bancário. Tornou-se política em 1999 e foi Presidente do Comité Permanente responsável por Assuntos Económicos, Finanças e Orçamento. Ela é a Chefe do Conselho de Administração do Tujane Microfinance Bank no Burundi.